# Зайцев, Иван Иванович
Иван Иванович Зайцев (1920 — 1986) — советский разведчик, генерал-майор госбезопасности,  Резидент КГБ СССР в Бонне (1958—1963 и 1969—1972), начальник Краснознаменного института КГБ СССР им. Ю. В. Андропова (1973—1986).

## Биография
Родился в 1920 году в городе Кашире в семье железнодорожника.
С 1941 года после окончания Московского института инженеров геодезии служил в РККА, после окончания военного училища был участником Великой Отечественной войны, прошёл всю войну. С 1942 года был военным переводчиком разведотдела штаба 62-й армии. За храбрость в войне в 1944 и в 1945 годах награждался двумя орденами Красного Знамени и в 1945 году орденом Отечественной войны I степени. С 1945 года был  начальником разведки 79-й гвардейской стрелковой дивизии. 
С 1948 года после окончания Военной академии им. М. В. Фрунзе направлен на работу во внешнюю разведку. С 1949 года после окончания Высшей разведшколы КИ при МИД ССР назначен  старшим референтом ПГУ КГБ СССР. С 1951 года заместитель резидента в Тель-Авиве.
С 1958 по 1963 и с 1969 по 1972 года был резидентом КГБ СССР в Бонне. С 1964 года начальник Факультета усовершенствования, с 1973 года начальник Краснознаменного института КГБ СССР им. Ю. В. Андропова.
Умер в 1986 году на рабочем месте  в Москве.

## Награды

### Ордена
- Орден Октябрьской революции
- Четыре Ордена Красного Знамени
- Орден Трудового Красного Знамени
- Два Ордена Отечественной войны 1-й степени

### Медали
- Медаль «За оборону Сталинграда» (1942)
- Медаль «За отвагу» (1942)
- Медаль «За боевые заслуги» (1943)

### Знаки отличия
- Почётный сотрудник госбезопасности